# Seo Gyeong-deok
Seo Gyeong-deok (ur. 1489, zm. 1546), znany pod pseudonimem Hwadam (hangul 화담, hancha 花潭) – koreański filozof konfucjański.
Podjął pierwszą próbę adaptacji na grunt koreański idei neokonfucjanizmu. Dokonał reinterpretacji doktryny Zhang Zaia, tworząc monistyczną koncepcję materialnej siły qi jako jedynej zasady wszechświata i źródła wszechrzeczy. W filozofii Seo całe uniwersum składa się wyłącznie z qi, poza nią nie istnieją żadne inne siły.